# MTV Movie Award alla miglior performance di gruppo
L'MTV Movie Award per la migliore performance di gruppo (MTV Movie Award for Best On-Screen Team) è un premio cinematografico statunitense assegnato annualmente dal 2001 al 2006 e di nuovo nel 2018.
Ha sostituito, di fatto, il premio per la migliore coppia (MTV Movie Award for Best On-Screen Duo), assegnato dal 1992 al 2000.

## Vincitori e candidati
I vincitori sono indicati in grassetto, a seguire gli altri candidati.

### Anni 2000-2009
- 2001: Drew Barrymore, Cameron Diaz e Lucy Liu - Charlie's Angels
  - Robert De Niro e Ben Stiller - Ti presento i miei (Meet the Parents)
  - George Clooney, Tim Blake Nelson e John Turturro ("The Soggy Bottom Boys") - Fratello, dove sei? (O Brother, Where Art Thou?)
  - Tom Hanks e "Wilson" - Cast Away
  - Halle Berry, Hugh Jackman, James Marsden e Anna Paquin - X-Men

- 2002: Vin Diesel e Paul Walker - Fast and Furious (The Fast and the Furious)
  - Casey Affleck, Scott Caan, Don Cheadle, George Clooney, Matt Damon, Elliott Gould, Eddie Jemison, Bernie Mac, Brad Pitt, Qin Shaobo e Carl Reiner - Ocean's Eleven - Fate il vostro gioco
  - Jackie Chan e Chris Tucker - Colpo grosso al drago rosso - Rush Hour 2 (Rush Hour 2)
  - Cameron Diaz, Eddie Murphy e Mike Myers - Shrek
  - Ben Stiller e Owen Wilson - Zoolander

- 2003: Elijah Wood, Sean Astin e Gollum - Il Signore degli Anelli - Le due torri (The Lord of the Rings: The Two Towers)
  - Kate Bosworth, Michelle Rodriguez e Sanoe Lake - Blue Crush
  - Jackie Chan e Owen Wilson - 2 cavalieri a Londra (Shanghai Knights)
  - Will Ferrell, Vince Vaughn e Luke Wilson - Old School
  - Johnny Knoxville, Bam Margera, Steve-O e Chris Pontius - Jackass: The Movie

- 2004: Adam Sandler e  Drew Barrymore - 50 volte il primo bacio (50 First Dates)
  - Johnny Depp e Orlando Bloom - La maledizione della prima luna (Pirates of the Caribbean: The Curse of the Black Pearl)
  - Jack Black e la School of Rock Band - School of Rock
  - Ben Stiller e Owen Wilson - Starsky & Hutch
  - Will Smith e Martin Lawrence - Bad Boys II

- 2005: Lindsay Lohan, Rachel McAdams, Lacey Chabert, Amanda Seyfried - Mean Girls
  - Craig T. Nelson, Holly Hunter, Spencer Fox, Sarah Vowell - Gli Incredibili - Una "normale" famiglia di supereroi (The Incredibles)
  - Will Ferrell, Paul Rudd, David Koechner, Steve Carell - Anchorman - La leggenda di Ron Burgundy (Anchorman: The Legend of Ron Burgundy)
  - Vince Vaughn, Christine Taylor, Justin Long, Alan Tudyk, Stephen Root, Joel David Moore, Chris Williams - Palle al balzo - Dodgeball (Dodgeball: A True Underdog Story)
  - John Cho, Kal Penn - American Trip - Il primo viaggio non si scorda mai (Harold & Kumar Go to White Castle)

- 2006: Vince Vaughn e Owen Wilson - 2 single a nozze - Wedding Crashers (Wedding Crashers)
  - Johnny Knoxville, Seann William Scott e Jessica Simpson - Hazzard (The Dukes of Hazzard)
  - Steve Carell, Paul Rudd, Seth Rogen e Romany Malco - 40 anni vergine (The 40-Year Old Virgin)
  - Jessica Alba, Ioan Gruffudd, Chris Evans e Michael Chiklis - I Fantastici 4 (Fantastic Four)
  - Daniel Radcliffe, Emma Watson e Rupert Grint - Harry Potter e il calice di fuoco (Harry Potter and the Goblet of Fire)

### Anni 2010-2019
- 2018[1]: Finn Wolfhard, Sophia Lillis, Jaeden Lieberher, Jack Dylan Grazer, Wyatt Oleff, Jeremy Ray Taylor e Chosen Jacobs - It
  - Chadwick Boseman, Lupita Nyong'o, Danai Gurira e Letitia Wright - Black Panther
  - Dwayne Johnson, Kevin Hart, Jack Black, Karen Gillan e Nick Jonas - Jumanji - Benvenuti nella giungla (Jumanji: Welcome to the Jungle)
  - Tye Sheridan, Olivia Cooke, personaggi dell'Overlook Hotel, Philip Zhao, Win Morisaki e Lena Waithe - Ready Player One
  - Gaten Matarazzo, Finn Wolfhard, Caleb McLaughlin, Noah Schnapp e Sadie Sink - Stranger Things